# Соломинское сельское поселение (Кемеровская область)
Соло́минское се́льское поселе́ние — муниципальное образование в Топкинском районе Кемеровской области. Административный центр — посёлок Рассвет.

## История
Соломинское сельское поселение образовано 17 декабря 2004 года в соответствии с Законом Кемеровской области № 104-ОЗ.

## Население
| 2010  | 2011  | 2012  | 2013  | 2014  | 2015  | 2016  |
| ----- | ----- | ----- | ----- | ----- | ----- | ----- |
| 1449  | ↘1448 | →1448 | ↘1442 | ↘1400 | ↘1374 | ↘1360 |
| 2017  | 2018  | 2019  |       |       |       |       |
| ↘1325 | ↘1272 | ↗1278 |       |       |       |       |

## Состав сельского поселения
| № | Населённый пункт | Тип населённого пункта          | Население |
| - | ---------------- | ------------------------------- | --------- |
| 1 | Ключевой         | посёлок                         | 130       |
| 2 | Рассвет          | посёлок, административный центр | 805       |
| 3 | Симаново         | деревня                         | 176       |
| 4 | Соломино         | деревня                         | 102       |
| 5 | Терёхино         | деревня                         | 236       |